# Uralbomber

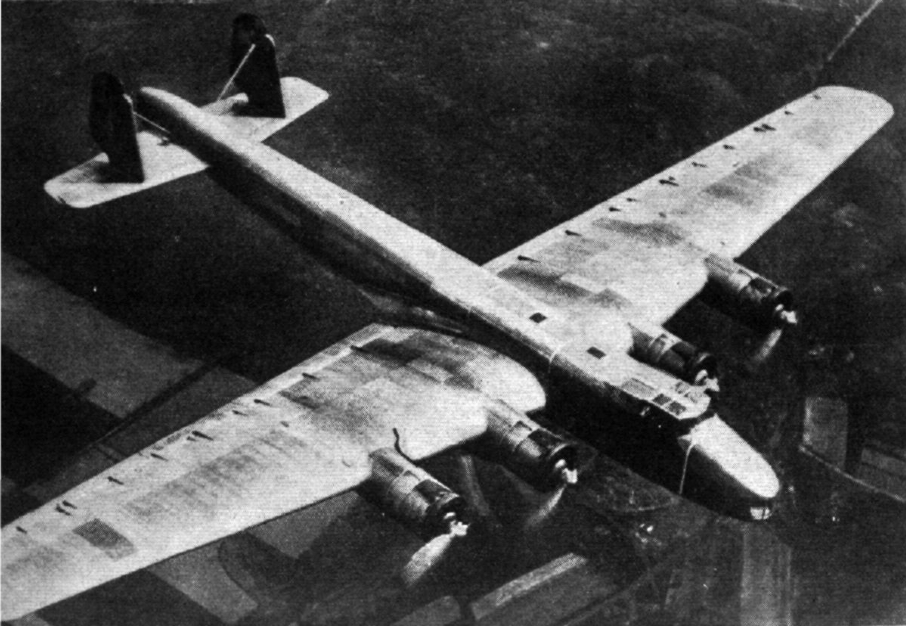
Ein Prototyp der Dornier Do 19 bei einem Testflug

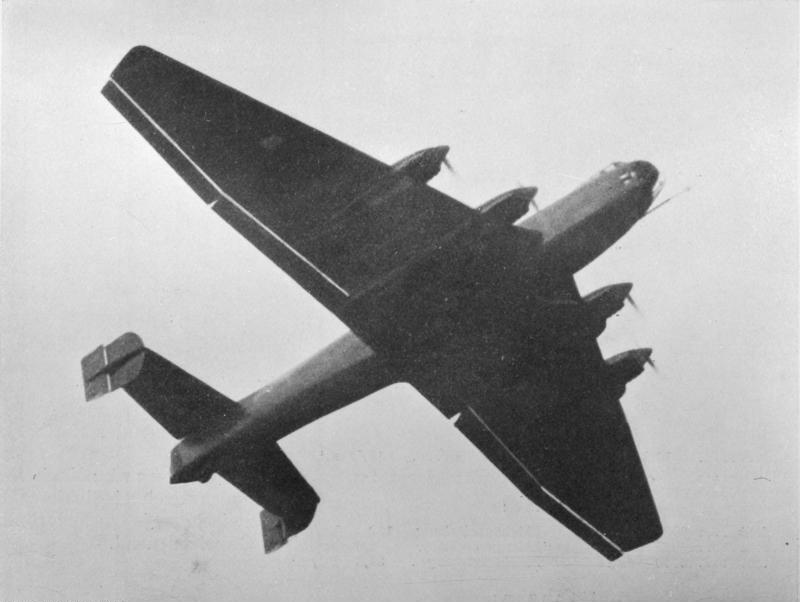
Junkers Ju 89

Uralbomber war die Bezeichnung für das Projekt eines Langstreckenbombers der deutschen Luftwaffe im Rahmen der Aufrüstung der Wehrmacht zur Zeit des Nationalsozialismus. Das Flugzeug sollte aufgrund seiner großen Reichweite tief in feindliches Territorium („bis zum Ural“) eindringen können.
Der Begriff wurde für zwei viermotorige Flugzeugtypen verwendet:
- Dornier Do 19, Hersteller Dornier
- Junkers Ju 89, Hersteller Junkers

Einen weiteren Entwicklungsauftrag scheinen die Bayerischen Flugzeugwerke erhalten zu haben (Im geprüften Jahresabschluss 1937 erschien ein Betrag für den Bau einer Attrappe). Vom Reichsluftfahrtministerium wurde dafür die Bezeichnung Bf 165 vergeben.
Der General Paul Deichmann, damals Referent in der Führungsabteilung der Luftwaffe, berichtet in seinen Erinnerungen, dass als Göring im Frühjahr 1935 in den Junkers-Flugzeugwerken in Dessau eine Attrappe der Ju 89 vorgeführt wurde, er davon völlig überrascht war und er wütend wurde, da solche Entwicklungen seiner Entscheidung vorbehalten seien. Deichmann sagt, dass Walther Wever und Wilhelm Wimmer im Frühjahr 1934 bei einem Vortrag Göring über das Projekt informiert hätten, aber Göring wohl wegen seiner Morphiumsucht dies nicht mitbekommen habe, weil er beim Vortrag geistig abwesend gewesen sei.
Weiter berichtet Deichmann, dass Göring im Frühjahr 1936 den Druck der „Aufmarsch- und Kampfanweisungen“ für die Luftwaffe für das Jahr 1936 anhalten und mit einem Passus ergänzen ließ, in dem die Möglichkeit eines Krieges mit Russland vorgesehen war. Daher sei die Bezeichnung „Uralbomber“, unter der in der Führungsabteilung die Ju 89 und Do 19 liefen, vollauf gerechtfertigt gewesen.